# Булухта
Булухта́ (рос. Булухта) — селище у складі Алтайського району Алтайського краю, Росія. Входить до складу Білівської сільської ради.

## Населення
Населення — 13 осіб (2010; 16 у 2002).
Національний склад (станом на 2002 рік):
- росіяни — 100 %